# فيراري 456
فيراري 456 (بالإنجليزية: Ferrari 456)‏هي سيارة سياحية كبرى يتم إنتاجها من قبل شركة فيراري .

## وصلات خارجية
- Official website